# Иваньково (Шарьинский район)
Иваньково — деревня в составе Ивановского сельского поселения Шарьинского района Костромской области России.

## География
Деревня расположена у ручья Лядин.

## История
Согласно Спискам населённых мест Российской империи в 1872 году деревня Власиха (Иванково) относилась к 2 стану Ветлужского уезда Костромской губернии. В ней числилось 10 дворов, проживали 48 мужчин и 40 женщин.
Согласно переписи населения 1897 года в деревне проживало 154 человека (69 мужчин и 85 женщин).
Согласно Списку населённых мест Костромской губернии в 1907 году деревня Власиха (Иваньково) относилась к Рождественской волости Ветлужского уезда Костромской губернии. По сведениям волостного правления за 1907 год в деревне числилось 30 крестьянских дворов и 203 жителя. Основным занятием жителей деревни был лесной промысел.
До 2010 года деревня относилась к Берзихинскому сельскому поселению.

## Население
| 2008 | 2010 | 2014 |
| ---- | ---- | ---- |
| 5    | ↘3   | ↗5   |